# Михалик, Тадеуш
Тадеуш Михалик (пол. Tadeusz Michalik; род. 16 февраля 1991, Jasieniec, Lubusz Voivodeship, Любушское воеводство) — польский борец греко-римского стиля, бронзовый призёр чемпионата Европы и Олимпийских игр 2020 года в Токио. Младший брат Моники Михалик, также призёра Олимпийских игр по борьбе.

## Карьера
В марте 2016 года на чемпионате Европы в Риге одержав победу над россиянином Евгением Салеевым стал обладателем бронзовой медали. В сентябре 2019 года на чемпионате мира в Нур-Султане уступил в схватке за бронзу представителю Сербии Михаилу Каджая занял итоговое 5 место, которое ему дало лицензию на Олимпийские игры в Токио. 3 августа 2021 года на Олимпийских играх, одолев в схватке за 3 место венгра Алекса Шоке завоевал бронзовую медаль.

## Достижения
- Чемпионат мира среди студентов 2014 — ;
- Чемпионат Европы по борьбе 2016 — ;
- Олимпийские игры 2020 — ;